# Послідовне передавання даних

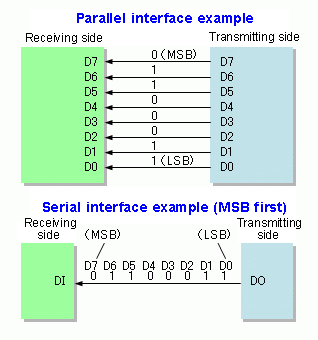
Порівняння паралельної і послідовної передачі даних.

У телекомунікаціях і передаванні даних, послідовне передавання даних це процес пересилання даних через канал зв'язку або комп'ютерній шині по одному біту в один момент часу, послідовно. Цей спосіб передавання даних є протилежним до паралельному передаванню даних, де декілька біт одразу надсилаються як єдине ціле, по інтерфейсу із декількома паралельними каналами.
Послідовне передавання даних використовується у випадках передачі даних на великі відстані і в більшості комп'ютерних мереж, де вартість кабелю і складність синхронізації роблять паралельний зв'язок непрактичним. Послідовні комп'ютерні шини стають загальновживаними навіть на більш коротких відстанях, оскільки покращена швидкість передавання і цілісність сигналу в новітніх послідовних технологіях зв'язку почали переважати паралельні шини, незважаючи на таку їх перевагу як простота (немає необхідності мати серіалізатор і десеріалізатор, або SerDes) і нема потреби обходити їх недоліки (відхилення таймера, велика щільність з'єднань). Перехід від шини PCI до PCI Express є яскравим прикладом тому.

## Кабелі
Багато систем послідовної передачі даних початково розроблювалися для передачі даних на відносно великі відстані через різного виду кабелі.
Практично всі інтерфейси для великих відстаней передають дані по одному біту в один момент часу, а не використовують паралельну передачу, оскільки це зменшує ціну кабелю. Кабелі, які передають ці дані і порти комп'ютера в які вони під'єднуються зазвичай мають власні назви, аби зменшити плутанину.
Кабелі і порти для клавіатури і комп'ютерної миші майже завжди послідовні — це такі різновиди як PS/2 порт, Apple Desktop Bus та USB.
Кабелі, які передають цифрове відео майже завжди послідовні — якщо це такі різновиди як коаксіальний кабель ввімкнутий у  порт HD-SDI, Вебкамера ввімкнута у USB порт або FireWire порт, Ethernet кабель, що підключає IP-камеру у Power over Ethernet порт, FPD-Link, та ін.

## Послідовні шини
Багато комунікаційних систем були початково розроблені для з'єднання двох інтегральних схем на одній друкованій платі, що з'єднуються через сигнальні доріжки на цій платі (а не зовнішніми кабелями).
Інтегральні мікросхеми стають дорожчими, якщо вони містять багато ніжок. Аби зменшити кількість виводів у корпусі, більшість[джерело?] мікросхем використовують послідовну шину для передачі даних, якщо швидкість не є важливою. Деякими прикладами таких мало затратних послідовних шин є RS-232, SPI, I²C, DC-BUS, UNI/O, 1-Wire і PCI Express.

## Приклади
- ARINC 818 Цифрова відео шина для авіоніки
- Atari SIO (Джо Декур стверджує, що його робота в Atari SIO стала базисом для USB)
- CAN локальна мережа контролерів, шина транспортних засобів
- ccTalk Використовувалася для передачі грошових транзакцій і в індустрії POS терміналів
- CoaXPress промисловий протокол камер через коаксіальний кабель
- DC-BUS зв'язок через лінії елекстроспоживання постійного струму (DC)
- DMX512 керування театральним освітленням
- Ethernet
- Fibre Channel (високошвидкісний, для з'єднання комп'ютерів із пристроями масового зберігання)
- FireWire
- HyperTransport
- InfiniBand (дуже висока швидкість, в цілому порівнянна за обсягом з шиною PCI)
- I²C багатоканальна послідовна шина
- MIDI управління електронними музичними інструментами
- MIL-STD-1553A/B
- Телеграфний зв'язок з використанням Азбуки Морзе
- PCI Express
- Profibus
- RS-232 (мала швидкість, реалізується за допомогою послідовних портів)
- RS-422 багатоканальна послідовна шина
- RS-423
- RS-485 багатоканальна послідовна шина з багатьма майстерами
- SDI-12 промисловий протокол роботи із сенсорами
- Serial ATA
- Serial Attached SCSI
- SONET і SDH (високошвидкісний телекомунікаційний зв'язок через оптично-волоконний канал)
- SpaceWire Комунікаційна мережа космічних кораблів
- SPI
- T-1, E-1 і їх різновиди (для передачі даних через мідні пари на високій швидкості)
- Universal Serial Bus (для підключення периферії до комп'ютерів)
- UNI/O багатоканальна послідовна шина
- 1-Wire багатоканальна послідовна шина